# Нововасильевка (Крым)
Нововаси́льевка (укр. Нововасилівка, крымскотат. Novovasilyevka, Нововасильевка) — село в Бахчисарайском районе Республики Крым, в составе Почтовского сельского поселения (согласно административно-территориальному делению Украины — Почтовского поссовета Автономной Республики Крым).

## Современное состояние
В Нововасильевке 8 улиц и 2 переулка, по данным сельсовета на 2009 год, при площади 30,5 гектара насчитывалось 222 двора с 639 жителями. Село связано автобусным сообщением с Бахчисараем и Симферополем, в селе действует мечеть «Нововасильевка джамиси», работает магазин.

## Население
| 2001 | 2014 |
| ---- | ---- |
| 647  | ↘631 |

Всеукраинская перепись 2001 года показала следующее распределение по носителям языка:
| Язык             | Число жит. | Процент |
| ---------------- | ---------- | ------- |
| русский          | 425        | 73,42   |
| крымскотатарский | 123        | 19,01   |
| украинский       | 24         | 3,71    |

### Динамика численности
| - 1915 год — 65 чел. - 1926 год — 195 чел. - 1989 год — 494 чел. | - 2001 год — 647 чел. - 2009 год — 639 чел. - 2014 год — 631 чел. |

## География
Находится в северной части района на правой стороне долины реки Альмы, на расстоянии 17 км от Бахчисарая, в 23 от Симферополя и в 6 км от железнодорожной станции Почтовая. Село практически вытянуто в линию вдоль дороги 35Н-019 Почтовое — Песчаное (по украинской классификации — С-0-10202), до которого 28 км. Высота центра села над уровнем моря 170 м. Ближайшие сёла: пгт Почтовое — в 400 м на северо-восток, Заветное в 0,8 км на юго-запад, Зубакино — в 1,2 км на северо-запад и Казанки в 2,3 км на север.

## История
Основано село, под названием Ново-Васильевка, по рассказам старожилов, в начале XX века переселенцами — молоканами.
Документально существование поселения на месте села зафиксировано в результатах V ревизии 1796 года — русское село Александрополь, но, поскольку в документах к названию иногда добавлялось, как второе, Алатыкой или Алатык-Эли, есть основания полагать, что Александрополь основан на месте покинутой татарской деревни, упоминаемой в кадиаскерком деле 1665 года.
Сама Ново-Васильевка Тав-Бадракской волости впервые упоминается в Статистическом справочнике Таврической губеррнии. Ч.1-я. Статистический очерк, выпуск шестой Симферопольский уезд, 1915 года, согласно которому в деревне числилось 10 дворов (все дворы с землёй) с русским населением в количестве 65 человек приписных жителей (30 мужчин и 35 женщин), владевших 311 десятинами удобной земли и имевших в хозяйствах 23 лошади и 8 коров.

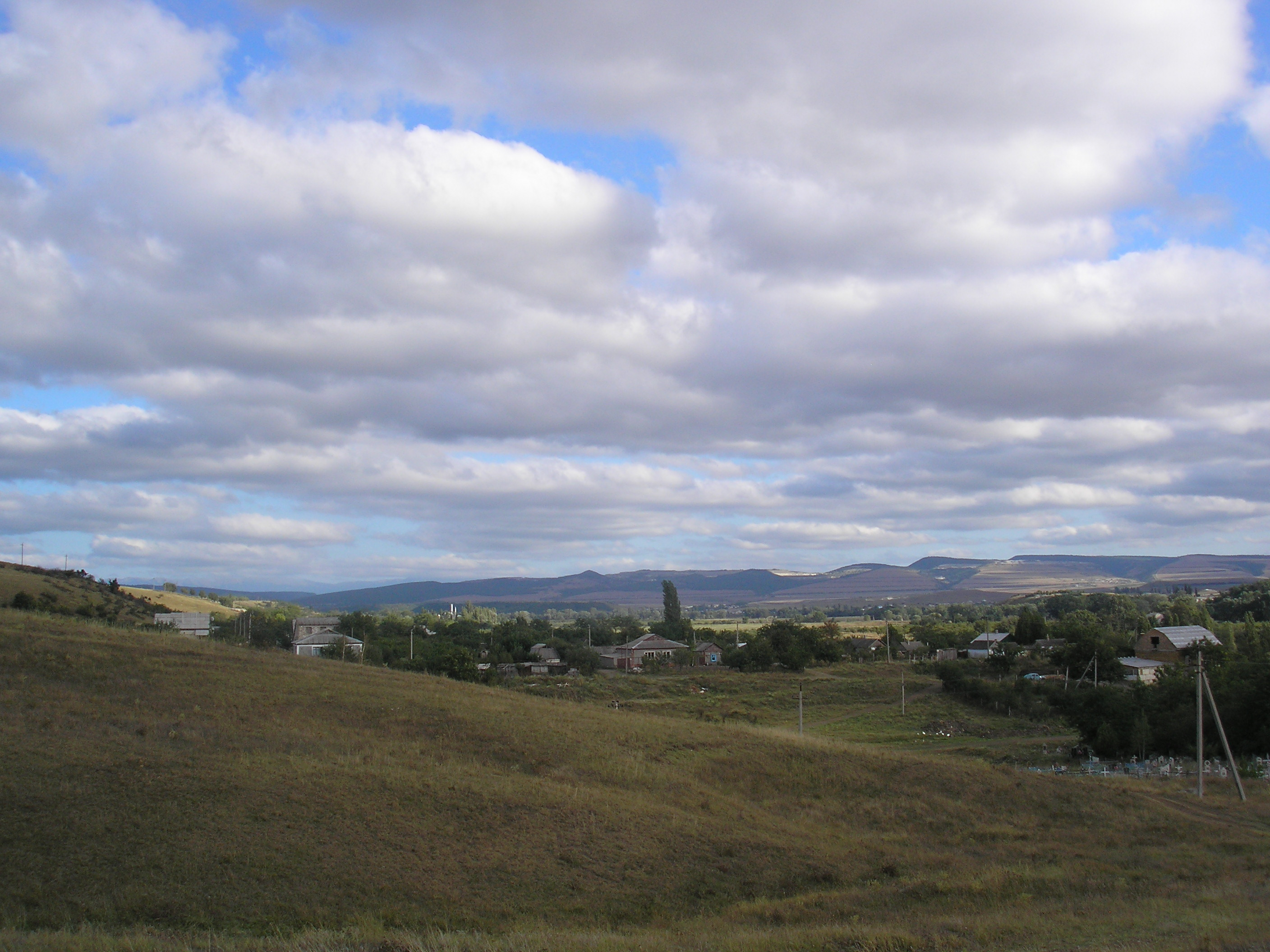
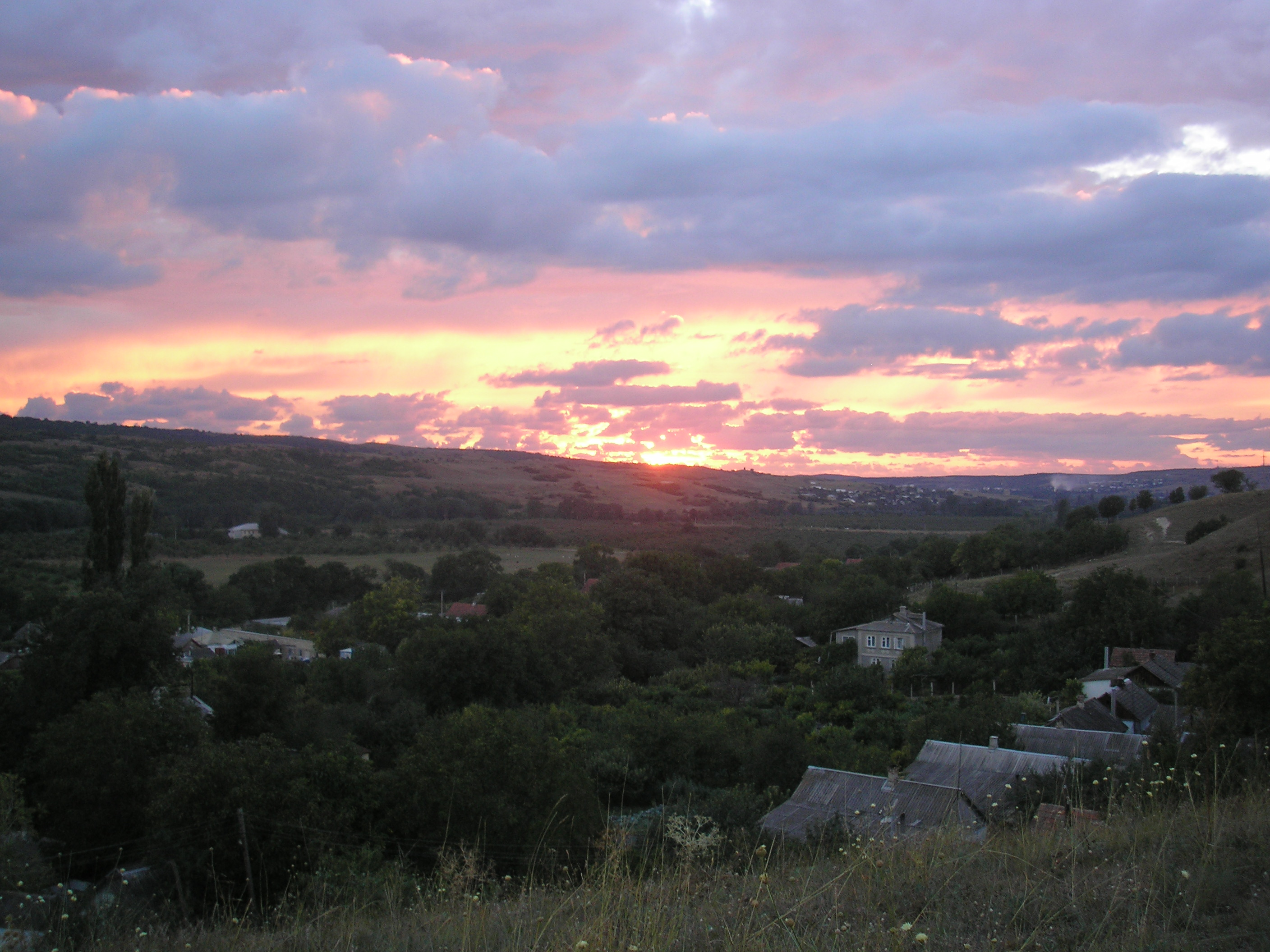
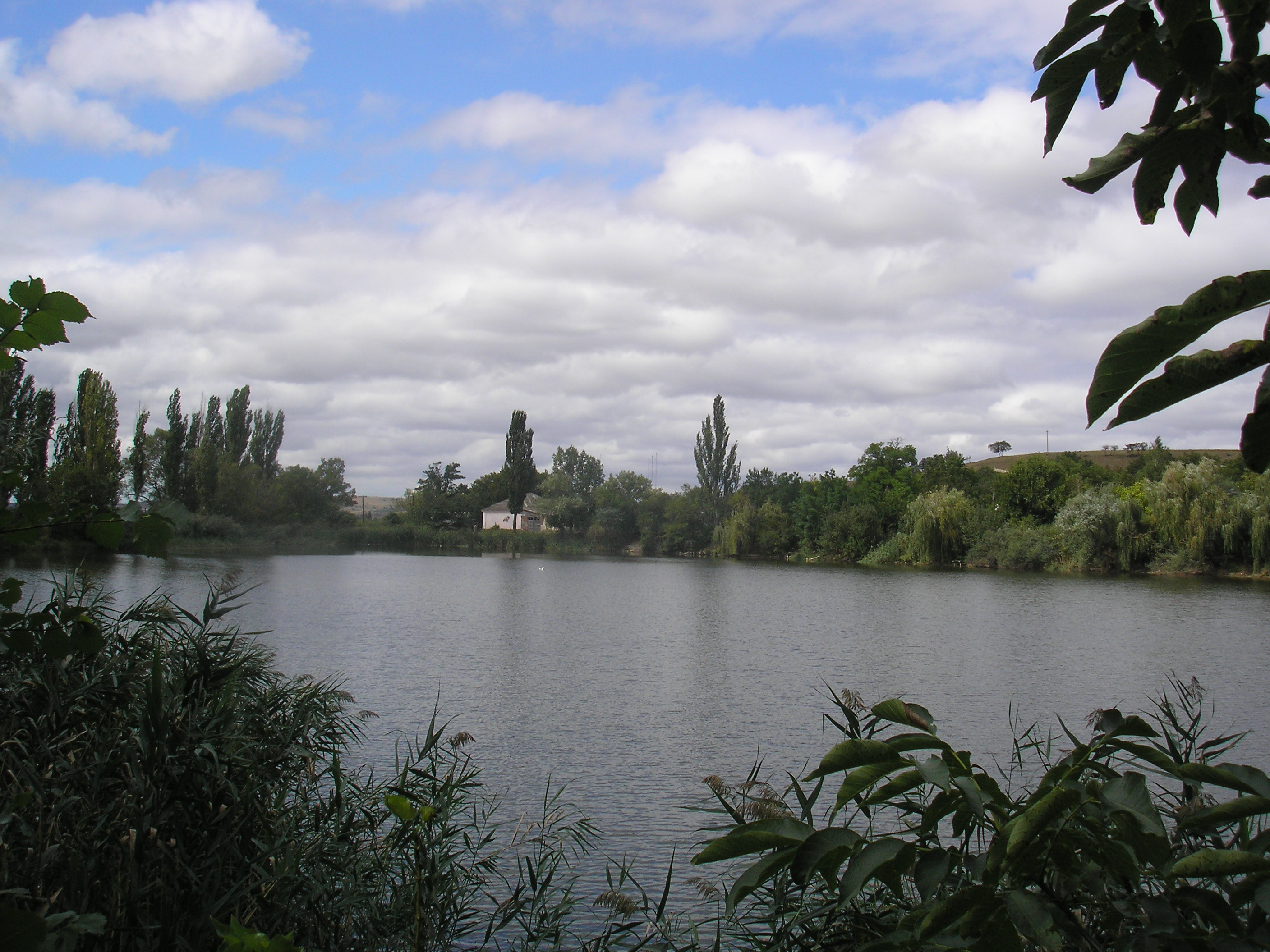
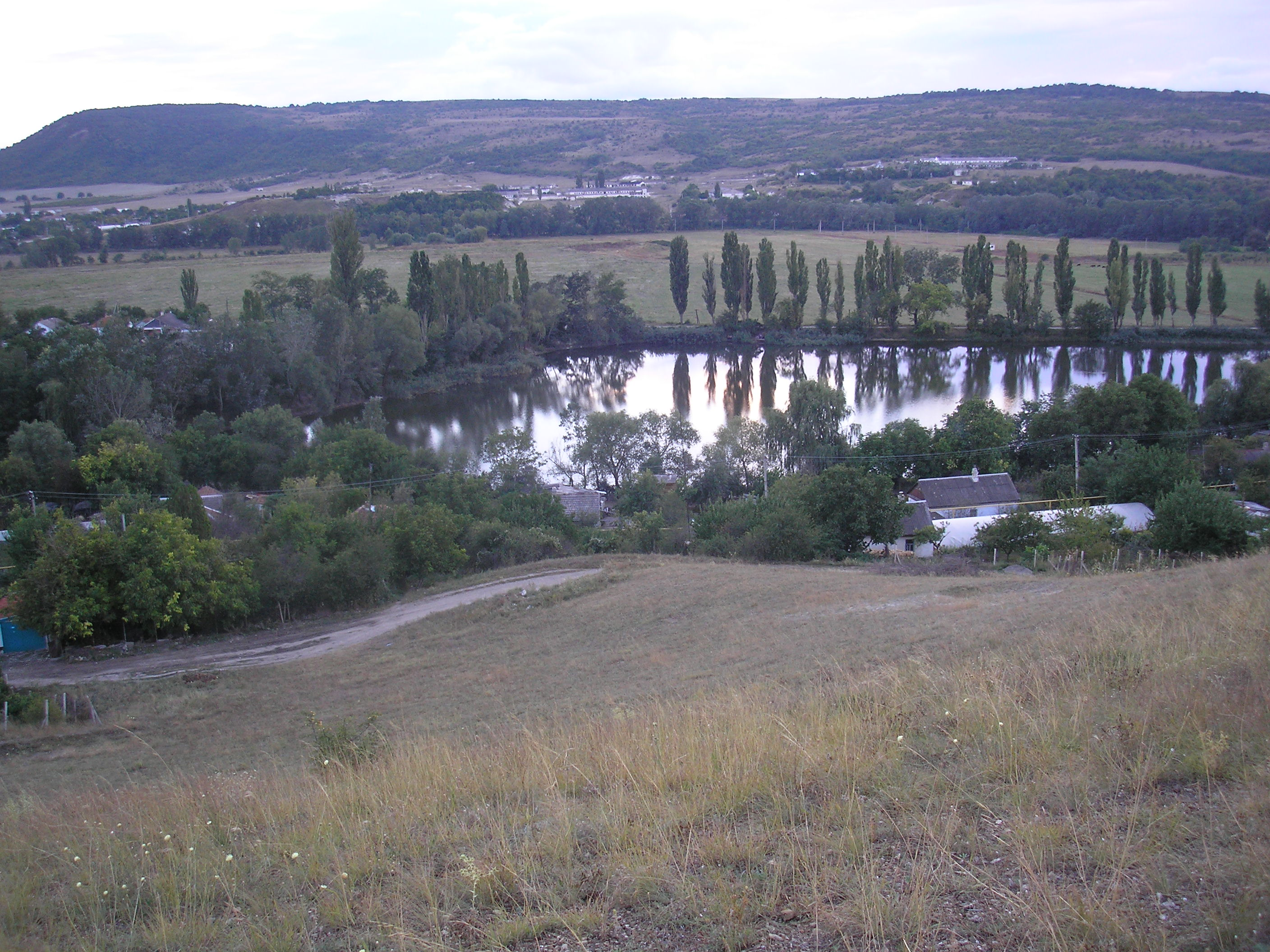

После установления в Крыму Советской власти, по постановлению Крымревкома от 8 января 1921 года была упразднена волостная система и село вошло в состав Подгородне-Петровского района Симферопольского уезда. В 1922 году уезды получили название округов, а, 11 октября 1923 года, согласно постановлению ВЦИК, в административное деление Крымской АССР были внесены изменения, в результате которых был ликвидирован Подгородне-Петровский район и образован Симферопольский и Ново-Васильевку включили в его состав. Согласно Списку населённых пунктов Крымской АССР по Всесоюзной переписи 17 декабря 1926 года, в селе Ново-Васильевка Базарчикского сельсовета Симферопольского района, числилось 50 дворов, из них 46 крестьянских, население составляло 195 человек (107 мужчин и 88 женщин). В национальном отношении учтено: 183 русских, 8 украинцев, 2 татар, 2 записаны в графе «прочие», действовала русская школа. В 1930 году село, вместе с Базарчикским сельсоветом, окончательно отнесли к Бахчисарайскому району.
На 1940 год в селе действовал Ново-Васильевский сельсовет, просуществовавший до 1960 года.
В 1944 году, после освобождения Крыма от фашистов, 12 августа 1944 года было принято постановление № ГОКО-6372с «О переселении колхозников в районы Крыма» по которому в район планировалось переселить 6000 колхозников и в сентябре 1944 года в район приехали первые новосёлы (2146 семей) из Орловской и Брянской областей РСФСР, а в начале 1950-х годов последовала вторая волна переселенцев из различных областей Украины. С 25 июня 1946 года Ново-Васильевка в составе Крымской области РСФСР, а 26 апреля 1954 года Крымская область была передана из состава РСФСР в состав УССР. Когда Нововасильевку переподчинили [Плодовскому сельсовету пока не установлено: на 15 июня 1960 года село уже числилось в его составе, а на 1968 год — вновь в составе Почтовского. По данным переписи 1989 года в селе проживало 494 человека. С 12 февраля 1991 года село в восстановленной Крымской АССР, 26 февраля 1992 года переименованной в Автономную Республику Крым. С 21 марта 2014 года в составе Крыма аннексирована Россией.